# Маніа Менеску
Маніа Менеску (рум. Manea Mănescu; нар. 9 серпня 1916, Бреїла — пом. 27 лютого 2009, Бухарест) — румунський державний діяч, прем'єр-міністр Румунії (1974–1979).

## Біографія
Народився в сім'ї робітника. У 1940 році закінчив промислово-комерційну академію в Бухаресті.
Член Румунської комуністичної партії (РКП) з серпня 1944 року, після антифашистського перевороту, в результаті якого був зміщений Іон Антонеску.
Після закінчення Другої світової війни перебував у 1945–1949 на партійній роботі в Плоєшті, потім в апараті ЦК Компартії.
У 1950–1951 роках — заступник голови Держплану.
У 1951–1954 роках — начальник ЦСУ.
З 3 жовтня 1955 по 19 березня 1957 — міністр фінансів Румунії.
У 1957–1960 роках — заступник голови економічної комісії ЦК Компартії.
З 1960 по 1965 рік — завідувач відділом шкіл і охорони здоров'я ЦК РКП.
З 1965 по 1969 і з 1969 по 1973 рік — секретар ЦК РКП.
У 1967–1972 роках — голова Економічної ради СРР, одночасно з 1969 по 1972 рік — заступник голови Державної ради СРР.
З 1972 по 1974 рік — заступник голови Ради Міністрів СРР, голова Держплану.
З 1974 по 1979 рік — прем'єр-міністр Румунії.
Дійсний член Академії СРР (1974). Має наукові праці в галузі статистики, економічної кібернетики, електронно-обчислювальної техніки.
З 1960 р. член ЦК компартії. З червня 1966 по грудень 1968 рр.. кандидат у члени Виконкому ЦК РКП. З грудня 1968 член Виконкому ЦК РКП. З лютого 1971 по березень 1974 рр.. член Постійного президії ЦК РКП. У 1974–1979 рр.. — член Політвиконкому ЦК РКП.
З 1979 року перебував на пенсії у зв'язку із станом здоров'я, в 1984 році повернувся в політику і до 1989 року залишався членом Політвиконкому ЦК РКП.
22 грудня 1989 під час революції разом з Ніколае Чаушеску і його дружиною Оленою, його соратником Емілем Бобу і двома агентами Секурітате покинув Бухарест на вертольоті з будівлі ЦК. Був заарештований і в 1990 році засуджений до довічного ув'язнення, проте пізніше термін ув'язнення був скорочений до 10 років.
Помер 27 лютого 2009 року в Бухаресті у віці 92 років.

## Сім'я
Був одружений з сестрою Ніколае Чаушеску Марією.

## Нагороди
Герой Соціалістичної Праці Румунії (1971).